# 前園泰徳
前園 泰徳（まえぞの やすのり、1972年（昭和47年）5月7日 - ）は、日本の教育者、環境学者（生態学・環境教育）。学位は博士（農学）（東京大学・2003年）。元：福井県勝山市環境保全推進コーディネーター。
日本学術振興会特別研究員、京都大学大学院農学研究科COE研究員、鹿児島県大島郡龍郷町教育委員会環境教育推進指導員などを歴任した。ニックネームは「赤とんぼ先生」。不倫関係にあった大学院生（当時25歳）を絞殺し、嘱託殺人罪により実刑判決を受けた。

## 概要
もともとの専門は生態学で、のちに環境教育が加わった。鹿児島県大島郡龍郷町の職員となり、環境教育を専門とする教員として勤務した。また、日本の夏季における赤蜻蛉の平地から山地への移動を研究した。

## 来歴

### 学生時代
千葉大学理学部卒業後東京大学大学院農学生命科学研究科の応用動物科学専攻に進学、野生動物システム学研究室に所属した。研究室に所属すると、前園は主に宮下直から博士課程の指導を受けることになり、食物網の構造に関する研究に取り組んだ。2003年3月に博士課程を修了し、博士（農学）の学位を取得した。

### 研究者として
大学院修了後、九州大学や京都大学の大学院にて勤務した。京都大学大学院農学研究科では研究員として勤務し、昆虫生態学研究室に所属した。日本学術振興会の特別研究員として研究のため奄美大島を訪れ、自然が失われていく様子を目にしたことから、奄美大島の地方公共団体に奉職することを志した。鹿児島県大島郡龍郷の職員として採用され、環境教育を担当する教員として勤務した。その後、福井県勝山市に奉職し、環境保全推進コーディネーターとなり、産官学民連携なども担当した。また、東邦大学の理学部においては、講師を非常勤で兼任した。その後、福井大学においても、大学院の教育学研究科にて特命准教授を兼任した。教育学研究科においては、主として教職開発専攻（いわゆる教職大学院）の講義を担当した。

## 教え子殺害事件
2015年3月12日、福井県勝山市内に停めた自動車内で、教え子の東邦大大学院生（当時25歳）の首を腕で締めて殺害した容疑により、3月14日に逮捕され、4月3日に殺人罪で起訴された。身柄拘束中の2015年3月31日に特命准教授としての任期が満了し、更新されないまま同日をもって退任した。
2016年に福井地裁で裁判員裁判が開かれ、検察側は殺人罪による懲役13年を求刑した。同年9月29日の判決では、前園被告が妻子のある身で教え子と男女関係を結び殺害に至った事実は認定しつつ、被告人・弁護側の「（被害者からの）依頼に基づく嘱託殺人」だったという主張が認められ、嘱託殺人罪による懲役3年6ヶ月の実刑判決となった。検察側・被告人側双方ともに控訴せず、10月14日に判決が確定した。
この判決に被害者の遺族は納得せず、前園受刑者に損害賠償を求める訴訟を提起し、2017年5月に千葉地裁で開かれた第1回口頭弁論で、刑事裁判判決には事実誤認や不備があると主張した。前園受刑者側は請求の棄却などを求め、争う姿勢を示した。被害者の父親は閉廷後の会見で「保身のための口封じの末の殺人であることが明確。絶対に許せるものではない」と述べた。2021年1月13日、遺族が約1億2000万円の損害賠償を求めた訴訟の判決で、千葉地裁は、殺害依頼は真意ではなかったとして8593万円の支払いを命じた。

## 教育・研究
他人と関わることを好まず、当初は自然を相手にしたいと考え、生態学の研究者となったが、研究のため訪れた奄美大島にて自然が失われていく様子を目にしたことで、住民に自分の思いを伝えたいと考え、「何かを変えたり、守ったりするには、人との関わりが不可欠」であるとして、教育者を志すようになった。
鹿児島県大島郡龍郷町では、環境教育を専門とする教員として環境教育プロジェクト「DEEP AMAMI」を担当した。「DEEP AMAMI」の代表に就任し、龍郷町出身である実業家の渡伸一郎（コーンズ社長などを歴任）が創設した「龍郷町環境教育基金」を原資に、小説家の鳥飼否宇や生物学者の藤崎憲治らとともに活動を展開した。それにともない、月刊誌『婦人之友』に前園を取り上げた特集記事が掲載されるなど、前園自身とその活動はマスコミなどからも多く取り上げられた。また、奄美大島においては、アサギマダラの渡りの調査にも協力していた。
また、福井県勝山市においては、環境保全推進コーディネーターと同時に産官学民連携も担当し、持続可能な発展を目指す教育を推進するなど、自然環境の保全と地域の持続的発展の両立、調和を図った。具体的には、赤蜻蛉の調査など勝山市の小学校、中学校の全校の環境教育を手掛けており、これらを通じた生徒の学力向上や、地元に住み続けたいと考える生徒の増加といった波及効果が表れ始めている。赤蜻蛉の研究においては、アキアカネが夏になると平地から山間部に移動して過ごしていることを初めて報告した。なお、これらの業績が評価され、2014年9月には勝山市特別功労賞が授与された。
さらに身近な生物を取り上げた図鑑を上梓するなど、環境教育にかかわりの深い児童向けの著作も多数著している（著書の節を参照）。編集者の前田信二（メイツ出版社長などを歴任）は、前園の著書『日本のいきもの図鑑』シリーズの編集を担当したことから、前園の思想に傾倒したと述べている。前園に感化された前田は、前園がかつて著した『千葉いきもの図鑑』と類似の図鑑を上梓するとともに、さらに類似の書籍を多数上梓するようになった。また、蔵満逸司による奄美大島を取り上げたクイズの本において、自然環境に関する設問の作成に対して助言を行っている。
学術団体としては、地域環境学ネットワークなどに所属している。

## 人物

### 趣味・特技
写真が趣味で、勝山左義長を撮影した作品「雪と炎」にて、勝山左義長まつりフォトコンテストの最優秀賞を受賞している。また、自らが執筆した図鑑には、自身が撮影した生物の写真を掲載している。さらに、生物学者の樋口広芳による一般向け書籍には、前園が撮影した奄美大島や加計呂麻島などの近海の珊瑚礁の写真が掲載されている。

### 思想・信条
近年の治安や犯罪について「いともたやすく人や動物を傷つけ、命を奪い去るような、凶悪犯罪や少年犯罪のニュースが、毎日のように流れるようになった。すでに人の心の荒廃が問題視されるようになって久しい」として、「指摘されている要因は様々であるが、今のところこれらに対し、目立った効果のある対策はなく、改善の兆しはほとんどない」と分析している。そのうえで「人の心の荒廃と地球環境の荒廃は、無関係ではないと考えられる」として、対策として「子、供（ママ）たちへの『環境教育』を最優先に行うべきである」と述べている。

## 賞歴
- 2013年 - 勝山左義長まつりフォトコンテスト最優秀賞
- 2014年 - 勝山市特別功労賞

## 著作

### 学位論文
- 前園泰徳『Direct and indirect effects of introduced largemouth bass and bluegill on native communities in farm ponds』東京大学〈博士論文（甲18212号、博農第2601号）〉、2003年3月。日本語題名「外来のオオクチバスとブルーギルがため池の在来生物群集に及ぼす直接的、間接的影響」（論文の内容の要旨）

### 著書（単著）
- 前園泰徳『千葉いきもの図鑑』丸善メイツ、1999年4月。ISBN 978-4895772259。
- 前園泰徳『日本のいきもの図鑑 都会編』メイツ出版、2003年7月。ISBN 978-4895776653。
- 前園泰徳『日本のいきもの図鑑 郊外編』メイツ出版、2003年7月。ISBN 978-4895776660。
- 前園泰徳『知識をひろげるまなぶっく図鑑 昆虫』メイツ出版、2005年7月。ISBN 978-4895779234。

### 著書（分担執筆）
- 前園泰徳 著「第IV部 第2章 奄美大島における環境教育の実践」、藤崎憲治、西田律夫、佐久間正幸 編『昆虫科学が拓く未来』京都大学学術出版会、2009年4月。ISBN 9784876987757。

### 論文
- Yasunori Maezono and Tadashi Miyashita (2000-08). “Folsomia candida (Collembola:Isotomidae) Living in the Nest Cell of a Cicada Graptopsaltria nigrofuscata Underground”. Edaphologia (66):  51-57. ISSN 0389-1445
- Yasunori Maezono and Tadashi Miyashita (2003-01). “Community-level impacts induced by introduced largemouth bass and bluegill in farm ponds in Japan”. Conservation Biology 109 (1):  111-121.
- Tadashi Miyashita, Yasunori Maezono and Aya Shimazaki (2004-03). “Silk feeding as an alternative foraging tactic in a kleptoparasitic spider under seasonally changing environments”. journal of Zoology 262 (3):  225-229.
- Yasunori Maezono and Tadashi Miyashita (2004-05). “Impact of exotic fish removal on native communities in farm ponds”. Ecological Research 19 (3):  263-267.
- Yasunori Maezono, et al. (2005-04). “Direct and indirect effects of exotic bass and bluegill on exotic and native organisms in farm ponds”. Ecological Applications 15 (2):  638-650.
- Pablo Perez Goodwyn, et al. (2009-03). “Waterproof and translucent wings at the same time: problems and solutions in butterflies”. Naturwissenschaften 96 (7):  781-787.
- Pablo Perez Goodwyn, et al. (2009-09). “Semiaquatic Heteroptera locomotion: coral treaders (Hermatobates weddi, Hermatobatidae), sea skaters (Halovelia septentrionalis, Veliidae), and water striders (Metrocoris histrio, Gerridae). Usual and unusual gaits”. Hydrobiologia 630 (1):  219-229.
- 神戸嘉一, 武田美加子, 土屋公幸, 吉松組子, 鈴木仁, 鈴木莊介, 矢部辰男, 中田勝士, 前園泰徳, 阿部愼太郎, 石田健, 谷川力, 橋本琢磨「Mc1r変異に基づくクマネズミ外来系統の日本列島における移入と浸透交雑の把握」『哺乳類科学』第53巻第2号、日本哺乳類学会、2013年、289-299頁、doi:10.11238/mammalianscience.53.289、ISSN 0385-437X、NAID 130003393448。
- 前園泰徳「学校教育に環境教育を浸透させるには? : 環境教育コーディネーターによる学校拠点方式の教師教育に関する検討 (教育内容・教育方法・教師)」『教師教育研究』第7巻、福井大学大学院教育学研究科教職開発専攻(教職大学院)「教師教育研究」編集委員会、2014年6月、323-332頁、ISSN 2185-6834、NAID 110009815254。

### 解説
- 前園泰徳「子どもたちの里山復興－『何もない』から『自慢の宝物』へ」『ビオシティ』第59号、ブックエンド、2014年、69-73頁。ISBN 978-4-907083-16-8。

### 講演録
- 前園泰徳「環境教育が人の心と地球を救う――奄美大島龍郷町からの挑戦」『バイオメディカル・ファジィ・システム学会大会講演論文集』第22号、バイオメディカル・ファジィ・システム学会、2009年10月10日、155-158頁。

### 註釈
1. 1 2  環境教育を専門とする教員は、日本国内では前園が最初の人物である[2]。
2. ↑  アサギマダラの渡りの調査は長年にわたり行われてきたが、種子島以外の南西諸島の島から本州に渡っている例は24年間の調査で一例も見つかっていなかった。2004年に医師の栗田昌裕が奄美大島でマーキングした個体が本州で発見され、さらに続いて同じく栗田のマーキングした個体と前園がマーキングした個体がそれぞれ1例ずつ見つかったことから、アサギマダラが奄美大島から本州に渡っていたことが確認された[22]。
3. ↑  先行研究によりアキアカネが秋に山間部から平地に移動することは報告されていたものの、羽化したアキアカネが夏に平地から山間部に移動することは確認されておらず、あくまで推測に過ぎなかった。しかし、前園らは史上初めて平地から山間部に移動することを報告し、平地と山間部との双方向の移動の全容が明らかになった[4]。